# Совза
Со́вза — река в Архангельской и Вологодской областях России. Принадлежит бассейну реки Онега.
Длина реки — 98 км, площадь водосборного бассейна — 1070 км².
Крупнейшие притоки: Рим-река, Большая Андушка, Польченга, Черезбой, Перечный.
Совза берёт начало на юго-западе Ухотского сельского поселения Каргопольского района. Течёт с севера на юг. Впадает в северную часть озера Вещозеро (из которого вытекает река Модлона).

## Гидрология
Русло сильноизвилистое, дно песчано-каменистое, средний уклон — 0,4 м/км, средний годовой расход вода — 4,53 м³/с, модуль стока — 7,7 л/(с×км²), годовой объём стока — 0,143 км³, годовой слой стока — 243 мм.